# Franco Cardini
Franco Cardini (* 5. srpna 1940 Florencie, Itálie) je italský historik a profesor středověkých dějin na univerzitě ve Florencii.

## Biografie
Po studiu historie na univerzitách ve Florencii, Poitiers a Moskvě, pracoval a učil v Paříži, Göttingenu, Vídni, Madridu, Bostonu, Turku, Sao Paulu, Jeruzalému, Damašku a Bari. Od roku 1989 působí na univerzitě ve Florencii. Je autorem velkého množství knih věnovaných středověkým dějinám, vztahu křesťanství a islámu, Jeruzalému a křížovým výpravám, které byly přeloženy do mnoha jazyků (např. angličtiny, francouzštiny, němčiny, španělštiny, ruštiny, polštiny, češtiny aj.) Pracoval také pro různé noviny a televizi RAI a je také autorem několika historických románů z prostředí křížových výprav.

## Výběrová bibliografie
- Il Barbarossa. Vita, trionfi e illusioni di Federico I imperatore. Milano : Mondadori, 1985. 396 s.
- Francesco d'Assisi. Milano : Mondadori, 1989. 283 s. (česky František z Assisi. Praha : Vyšehrad ; Zvon, 1998. 231 s. ISBN 80-7021-290-X.)
- Nel nome di Dio facemmo vela. Viaggio in Oriente di un pellegrino medievale. Roma ; Bari : Laterza, 1991. ISBN (spoluautor G. Bertolini)
- Noi e l'Islam. Roma ; Bari : Laterza, 1994. ISBN
- Europa e Islam. Storia di un malinteso. Roma ; Bari : Laterza, 1999. 347 s. ISBN 3-406-51096-5. (česky Evropa a islám. Praha : NLN, Nakladatelství Lidové noviny, 2004. 295 s. ISBN 80-7106-640-0.)
- Atlante storico del cristianesimo. Milano : San Paolo, 2002. 95 s. (česky Dějiny křesťanství pro mládež : 2000 let náboženského života v kultuře a společnost. Kostelní Vydří : Karmelitánské nakladatelství, 2008. 95 s. ISBN 978-80-7195-141-4.)
- Gerusalemme : una storia. Bologna : Il Mulino, 2012. 311 s. ISBN 978-881524040-8. (česky Jeruzalém : průvodce dějinami města. Praha : Argo, 2015. 294 s. ISBN 978-80-257-1408-9.)
- L'ipocrisia dell'Occidente. Il Califfo, il terrore e la storia. Roma; Bari : Laterza, 2015. 147 s. ISBN 978-885811926-6. (česky Chalífa a západ : kořeny terorismu a pokrytectví Západu. Praha : Vyšehrad, 2016. 168 s. ISBN 978-80-7429-632-1).